# That's What I Like (chanson de Jive Bunny and the Mastermixers)
Pour d'autres chansons au titre identique, voir That's What I Like (homonymie).
That's What I Like est un single de Jive Bunny and the Mastermixers sorti en octobre 1989.
Issu de l'album The Album, il atteint la première place au Royaume-Uni (où il obtiendra un disque d'or), mais aussi en Irlande et en Espagne ainsi que le top 10 dans de nombreux pays européens.

## Construction du morceau
Quelques mois plus tôt, le titre Swing The Mood avait rencontré un très grand succès à travers le monde (plusieurs disques d'or et de platine).
Les Pickles (père et fils) ont reproduit l'exercice avec un nouveau medley de titres à succès des années 1950 et 1960.
Le titre inclut des extraits des chansons suivantes :
- 0:00 - 0:36 Thème de la série Hawaï police d'État (The Ventures - 1968)
- 0:36 - 1:00 Let's Twist Again (Chubby Checker - 1961)
- 1:00 - 1:25 Let's Dance (Chris Montez - 1962)
- 1:25 - 1:43 Wipe Out (The Surfaris - 1962)
- 1:43 - 1:54 Great Balls of Fire (Jerry Lee Lewis - 1957)
- 1:54 - 2:00 Johnny B. Goode (Chuck Berry - 1958)
- 2:00 - 2:16 Good Golly, Miss Molly (Little Richard - version de 1958)
- 2:16 - 2:35 The Twist (Chubby Checker - 1960)
- 2:35 - 2:47 Summertime Blues (Eddie Cochran - 1958) mixé à Razzle Dazzle (Bill Haley and the Comets - 1955)
- 2:47 - 3:19 Runaround Sue (Dion - 1961)
- 3:19 - 3:21 Chantilly Lace (The Big Bopper - 1958)
- 3:22 - 4:03 Thème de la série Hawaï police d'État (The Ventures - 1968)

## Formats
| 45 tours (7") 1. "That's What I Like" – 4:03 2. "Pretty Blue Eyes" – 2:44 | 45 tours (Maxi 12") 1. "That's What I Like" (extended twist mix) – 5:23 2. "Pretty Blue Eyes" – 2:44 3. "Twelve Bar Thingy" – 2:39 | CD maxi 1. "That's What I Like" – 4:03 2. "That's What I Like" (extended twist mix) – 5:23 3. "Pretty Blue Eyes" – 2:44 4. "Twelve Bar Thingy" – 2:39 |

## Personnel
- Pré-production : Les Hemstock[2]
- Production et édition : Andy Pickles, Ian Morgan[2]
- Production exécutive : John Pickles[2]
- Illustration de la pochette : Mick Hand[3]

## Classements
| Classement (1989–1990)                      | Meilleure position |
| ------------------------------------------- | ------------------ |
| Australie (Australian ARIA Singles Chart)   | 4                  |
| Autriche (Austrian Singles Chart)           | 5                  |
| Belgique (Ultratop)                         | 4                  |
| Pays-Bas (Dutch Mega Top 100)               | 5                  |
| France (SNEP Singles Chart)                 | 2                  |
| Allemagne (Offizielle Deutsche Chart)       | 6                  |
| Irlande (Irish Singles Chart)               | 1                  |
| Nouvelle-Zélande (New Zealand Single Chart) | 17                 |
| Espagne (Spanish Chart)                     | 1                  |
| Norvège (Norway Chart)                      | 2                  |
| Suède (Swedish Singles Chart)               | 5                  |
| Suisse (Swiss Chart)                        | 4                  |
| Royaume-Uni (UK Singles Chart)              | 1                  |
| États-Unis (Billboard Hot 100)              | 69                 |

| Classement annuel (1989) | Meilleure position |
| ------------------------ | ------------------ |
| Royaume-Uni (UK Top 100) | 8                  |

### Certifications
| Pays        | Certification | Date      |
| ----------- | ------------- | --------- |
| France      | Argent        | 1989      |
| Royaume-Uni | Or            | 1/11/1989 |